# Anne Shirley (skuespiller)
Anne Shirley (født Dawn Evelyeen Paris; 17. april 1918, død 4. juli 1993) var en amerikansk filmskuespiller.  Hendes karriere begyndte som barneskuespiller i en alder af fem. Hun blev nomineret til en Oscar for bedste kvindelige birolle for sin præstation i filmen Stella Dallas.

## Opvækst
Shirley blev født i New York og begyndte at spille under navnet Dawn O'Day i en femårsalderen. Hun havde en meget succesfuld karriere som barneskuespiller i stumfilmsæraen, og medvirkede senere i film som 1930-versionen af Liliom, Tom Mix' Riders of the Purple Sage, Lille mor, Three on a Match og Rasputin og Kejserinden.

## Karriere
I 1934 spillede hun karakteren Anne Shirley i Anne of Green Gables, og tog karakterens navn som sit kunstnernavn. Efter vedtagelsen af navnet Anne Shirley, hun spillede i Steamboat Round the Bend, Make Way for a Lady og Stella Dallas, som hun blev nomineret til en Oscar for bedste kvindelige birolle for. Senere roller var i film som Vigil in the Night, The Devil og Daniel Webster og Farvel, min elskede!, Som blev hendes sidste film.

## Privatliv
Hendes første mand var skuespiller John Payne, og deres datter er den tidligere skuespillerinde Julie Payne. Julie gift senere med Robert Towne, og sammen havde de datteren Katharine Towne, der i nogle år var gift med skuespilleren Charlie Hunnam. Shirleys anden mand var producenten Adrian Scott. Da han blev sortlistet og besluttede at flytte familien til Europa, skrev hun et brev i sidste øjeblik hvor hun sagde, at hun hellere ville blive og lade sig skille sig fra ham. Hendes tredje mand var Charles Lederer, barnebarn af Marion Davies. De fik en søn kaldet Daniel Lederer. Shirley havde også et kort forhold til den yngre western-stjerne Rory Calhoun og en anden med den franske filmstjerne Jean-Pierre Aumont.

## Død
Shirley døde af lungekræft i Los Angeles i en alder af 75 den 4. juli 1993. For sit bidrag til filmindustrien har hun en stjerne på Hollywood Walk of Fame på 7020 Hollywood Blvd.

## Filmografi
| År   | Film                          | Rolle                  | Noter                                           |
| ---- | ----------------------------- | ---------------------- | ----------------------------------------------- |
| 1922 | The Hidden Woman              | Pige                   | Som Dawn O'Day                                  |
| 1922 | Moonshine Valley              | Nancy                  | Som Dawn O'Day                                  |
| 1923 | The Rustle of Silk            | Pige                   | Som Dawn O'Day                                  |
| 1923 | The Spanish Dancer            | Don Balthazar Carlos   | Som Dawn O'Day                                  |
| 1924 | The Man Who Fights Alone      | Dorothy                | Som Dawn O'Day                                  |
| 1924 | The Fast Set                  | Lille Margaret         | Som Dawn O'Day                                  |
| 1925 | Riders of the Purple Sage     | Fay Larkin             | Ukredikeret                                     |
| 1925 | Alice's Egg Plant             | Alice                  | Som Dawn O'Day                                  |
| 1927 | Night Life                    | Datter                 | Som Dawn O'Day                                  |
| 1927 | The Callahans and the Murphys | Mary Callahan          | Som Dawn O'Day                                  |
| 1928 | Mother Knows Best             | Sally som barn         | Som Dawn O'Day                                  |
| 1928 | 4 Devils                      | Marion som pige        | Som Dawn O'Day                                  |
| 1928 | Sins of the Fathers           | Mary som barn          | Som Dawn O'Day                                  |
| 1930 | City Girl                     | Marie Tustine          | Som Dawn O'Day                                  |
| 1930 | Liliom                        | Louise                 | Som Dawn O'Day                                  |
| 1931 | Gun Smoke                     | Hortons datter         | Som Dawn O'Day                                  |
| 1931 | Hello Napoleon                | Den lille pige         | Som Dawn O'Day                                  |
| 1931 | Howdy Mate                    | -                      | Som Dawn O'Day                                  |
| 1931 | Rich Man's Folly              | Anne som barn          | Som Dawn O'Day                                  |
| 1932 | Emma                          | Isabelle som barn      | Ukredikeret                                     |
| 1932 | Young America                 | Pige                   | Som Dawn O'Day                                  |
| 1932 | Lille mor                     | Selina Peake som barn  | Ukredikeret                                     |
| 1932 | The Purchase Price            | Sarah Tipton, datteren | Ukredikeret                                     |
| 1932 | Three on a Match              | Vivian Revere som barn | Som Dawn O'Day                                  |
| 1932 | Rasputin og Kejserinden       | Prinsesse Anastasia    | Ukredikeret                                     |
| 1933 | The Life of Jimmy Dolan       | Mary Lou               | Ukredikeret                                     |
| 1934 | This Side of Heaven           | Blosterpige            | Som Dawn O'Day Scener bortklippet               |
| 1934 | Picture Palace                | Dawn                   | Som Dawn O'Day                                  |
| 1934 | School for Girls              | Catherine Fogarty      |                                                 |
| 1934 | Finishing School              | Billie                 | Som Dawn O'Day                                  |
| 1934 | Private Lessons               | Dawn                   | Som Dawn O'Day                                  |
| 1934 | The Key                       | Blosterpige            | Som Dawn O'Day                                  |
| 1934 | Bachelor Bait                 | Miriam Ann Johnson     | Ukredikeret                                     |
| 1934 | Anne på Grönkulla             | Anne Shirley           |                                                 |
| 1935 | Chasing Yesterday             | Jeanne Alexandre       |                                                 |
| 1935 | Steamboat Round the Bend      | Fleety Belle           |                                                 |
| 1936 | Chatterbox                    | Jenny Yates            |                                                 |
| 1936 | M'Liss                        | M'liss Smith           |                                                 |
| 1936 | So and Sew                    | -                      |                                                 |
| 1936 | Make Way for a Lady           | June Drew              |                                                 |
| 1937 | Too Many Wives                | Betty Jackson          |                                                 |
| 1937 | Meet the Missus               | Louise Foster          |                                                 |
| 1937 | Stella Dallas                 | Laurel 'Lollie' Dallas | Nomineret — Oscar for bedste kvindelige birolle |
| 1938 | Condemned Women               | Millie Anson           |                                                 |
| 1938 | Law of the Underworld         | Annabelle Porter       |                                                 |
| 1938 | Mother Carey's Chickens       | Nancy Carey            |                                                 |
| 1938 | Girls' School                 | Natalie Freeman        |                                                 |
| 1938 | A Man to Remember             | Jean Johnson           |                                                 |
| 1939 | Boy Slaves                    | Annie                  |                                                 |
| 1939 | Sorority House                | Alice Fisher           |                                                 |
| 1939 | Career                        | Sylvia Bartholomew     |                                                 |
| 1940 | Få äro utvalda                | Lucy Lee               |                                                 |
| 1940 | Saturday's Children           | Bobby Halevy           |                                                 |
| 1940 | Anne of Windy Poplars         | Anne Shirley           |                                                 |
| 1941 | West Point Widow              | Nancy Hull             |                                                 |
| 1941 | Unexpected Uncle              | Kathleen Brown         |                                                 |
| 1941 | The Devil and Daniel Webster  | Mary Stone             |                                                 |
| 1942 | Four Jacks and a Jill         | Karanina 'Nina' Novak  |                                                 |
| 1942 | The Mayor of 44th Street      | Jessey Lee             |                                                 |
| 1943 | Ona zashchishchayet rodinu    | Pasha                  | Engelsk stemme                                  |
| 1943 | Lady Bodyguard                | A.C. Baker             |                                                 |
| 1943 | The Powers Girl               | Ellen Evans            |                                                 |
| 1943 | Bombardier                    | Burton Hughes          |                                                 |
| 1943 | Government Girl               | May Harness Blake      |                                                 |
| 1944 | Man from Frisco               | Diana Kennedy          |                                                 |
| 1944 | Music in Manhattan            | Frankie Foster         |                                                 |
| 1944 | Farvel, min elskede!          | Anne Grayle            |                                                 |